# Bílsko u Hořic
Bílsko u Hořic település Csehországban, a Jičíni járásban. Bílsko u Hořic Dobrá Voda u Hořic, Holovousy és Hořice településekkel határos. Lakosainak száma 119 fő (2024. január 1.).

## Népesség
A település lakosságának változását az alábbi diagram mutatja:
| Lakosok száma | 188  | 193  | 213  | 153  | 136  | 110  | 107  | 114  | 124  | 119  |
|               | 1869 | 1890 | 1921 | 1950 | 1980 | 2001 | 2017 | 2019 | 2022 | 2024 |